# دم‌سفید معمولی
دم‌سفید معمولی (نام علمی: Plathemis lydia) نام یک گونه از خانواده آسیابک‌های آب‌نشین است.